# Jarlovo
Jarlovo (bulgariska: Ярлово) är ett distrikt i Bulgarien.   Det ligger i kommunen Obsjtina Samokov och regionen Sofijska oblast, i den västra delen av landet, 29 km söder om huvudstaden Sofia.
I omgivningarna runt Jarlovo växer i huvudsak lövfällande lövskog. Runt Jarlovo är det ganska glesbefolkat, med 42 invånare per kvadratkilometer.